# Bjørn Watt Boolsen
Bjørn Watt Boolsen, född 20 juni 1923 i Rudkøbing, död 28 december 1998 i Danmark, var en dansk skådespelare, teaterchef och teaterregissör. 
Watt Boolsen utbildade sig på Det Kongelige Teater på 1940-talet. Han flyttade, efter en tid där, till Folketeatret där han 1951 fick sitt genombrott i rollen som Grundtvig i Kaj Munks drama Egelykke.
Han utnämndes till chef för Folketeatret 1959 och ledde den  tillsammans med sin hustru till 1971. Mot slutet av sin karriär blev han känd genom sin medverkan i den danska TV-serien Matador där han spelade överste Hachel.
Watt Boolsen spelade ofta roller som griniga överklassmän.
Bjørn Watt Boolsen var från 1947 fram till sin död 1998 gift med skådespelaren Lis Løwert. De är begravda tillsammans på Søndermark Kirkegård, Løwert avled 2009.

## Utmärkelser
- Dannebrogorden[2]

## Filmografi i urval
- 1946 - Jeg elsker en anden
- 1947 - Tag vad du vill ha
- 1953 - Vi som går køkkenvejen
- 1954 - Kongeligt besøg
- 1956 - Kärlek i det blå
- 1960 - Elefanter på loftet
- 1962 – Den kära familjen
- 1971 - Ballade på Christianshavn
- 1972 - Olsen-bandens store kup
- 1974 - Olsen-bandens sidste bedrifter
- 1976 - Olsen-banden ser rødt
- 1977 - Olsen-banden deruda'
- 1977 -1980 - En by i provinsen
- 1978 - Olsen-banden går i krig
- 1978 - Olsenbanden och Data-Harry spränger världsbanken
- 1978 - 1980 - Matador
- 1979 - Olsen-banden overgiver sig aldrig
- 1981 - Olsen-bandens flugt over plankeværket
- 1981 - Olsen-banden over alle bjerge
- 1998 - Olsen-bandens sidste stik